# زیردریایی یو-۶۵۱
زیردریایی یو-۶۵۱ (به انگلیسی: German submarine U-651) یک زیردریایی بود که طول آن ۶۷٫۱ متر (۲۲۰ فوت ۲ اینچ) بود. این زیردریایی در سال ۱۹۴۰ ساخته شد.